# あさドラ!
『あさドラ！』（あさドラ！）は、浦沢直樹による日本の漫画作品。『ビッグコミックスピリッツ』（小学館）にて、2018年45号より連載開始。別表記は『連続漫画小説 あさドラ！』（れんぞくまんがしょうせつ あさドラ！）。『20世紀少年』、『21世紀少年』の連載以来、11年ぶりの同誌での浦沢の連載である。タイトルはNHKで放送されている連続テレビ小説（朝ドラ）をもじったもの。
名古屋を舞台とした作品。本作に伊勢湾台風が登場したことにより、名古屋市港防災センターの災害展示に本作が使用されている。

## 沿革
2018年9月に連載が決定し、本作のラフデッサンが公開され、話題となる。
2018年10月6日、『ビッグコミックスピリッツ』にて『連続漫画小説 あさドラ！』のタイトルで連載を開始。担当編集者によると、「連載開始や否や、早くも最注目作として各所で話題をさらった」という。本作の連載開始に併せて、浦沢作品の雑誌での電子書籍の配信が解禁される。本作もデジタルで読むことができるが、浦沢は「できたら紙の雑誌で読んでみてね」とコメントをしている。
2019年3月29日、単行本第1巻の発売の際に、浦沢は演出・監修を手がけたコマーシャルを自ら制作。単行本の表紙イラストが完成するまでの過程や自身が執筆する様子を映像に収めた。
2019年4月28日付の中日新聞の朝刊一面トップで記事が掲載。ほんのひきだし（日本出版販売）調べで第1巻が「2019年上半期最も売れた1巻ランキング」で第2位を獲得。
2021年、ハーベイ賞2021の「ベストマンガ」部門にノミネートされた。同年10月31日に開催されたマンガとゲームの祭典「Lucca Comics & Games 2021」にて、本作が「Lucca Comics Awards 2021, Best Series」を受賞。浦沢が同賞を受賞するのは、2004年の『MONSTER』、2010年の『PLUTO』、2012年の『BILLY BAT』以来で、4度目である。同年12月、本作が伊藤潤二の『センサー』とともにLibrary Journalのベストブックスに選出される。漫画作品での日本人の選出は、今回が初である。
同年12月28日、浦沢作品の単行本の電子書籍の配信が開始される。同日に発売された本作の第6巻が、浦沢の「初の紙と電子版の同時発売」作品となった。
2024年、第9巻の発売に合わせて、作中に登場する楽曲「It's Because I Love You」のミュージックビデオが公開された。

## あらすじ
1959年、名古屋に台風が迫る中、浅田アサは産婦人科に先生を呼びに行った帰りに人さらい（春日晴夫）にさらわれてしまい、倉庫に連れて来られる。風が強まり二人はコンテナの中に隠れる。嵐が止んでコンテナから出てみると高潮であたり一面が水没していた。春日の考えで飛行機からおにぎりを投下して被災者に届ける。上空からアサの家を探していると、ちょうどアサの家あたりに巨大な足跡を発見する。

## 登場人物
浅田 アサ（）
主人公。家は大家族。
伊勢湾台風の時は名古屋市内の公立小に通う6年生の12歳で快活で気が強い性格。
単行本2巻15話の時点では17歳。
民間飛行機の操縦士。名古屋で大家族の娘として生まれたが、伊勢湾台風に被災。空から“アレ”を目撃した。
春日 晴夫（）
アサからは「おっちゃん」と呼ばれている。
太平洋戦争中は優秀なパイロットだった。5年前アサを誘拐したが、そこからの奇妙な縁で、現在は共に航空会社を営む。
きぬよさん
名古屋で出会った小料理屋の女将。被災したアサらを引き取り、東京で店を出した。アサと弟妹の親代わり。
早田 正太（）
通称「正ちゃん」
アサの幼馴染。マラソンで五輪出場を目指していたが落選。日刊エヴリーの配達員・ミッキーから怪しげな薬を押し付けられる。
実相寺 実（）
春日の元上官で政府の影の実力者。“アレ”が出現した場合、極秘任務として出動するようアサ達に命じる。
ヨネちゃん
アサの同級生。ミヤコちゃんと芸能界を目指していたが、1人、芸能事務所にスカウトされ、オーディションを受ける。
ミヤコちゃん
アサの同級生。行動が不審なヨネちゃんを尾行中、愚連隊に襲われそうなところを女子プロレスラーに助けられ、弟子入りを志願する。
仲井戸 慶一（）
故・淀川教授の弟子。遺品から“アレ”の弱点が書かれたメモを発見。
淀川教授
“アレ”の研究をしていた生物学界の異端児。故人。
野呂さん
仲井戸の親戚。ヨネちゃんの後見人としてオーディションに乱入する。
A倉
実相寺に仕える謎の男。
ミッキー
三流新聞・日刊エヴリーの配達員。怪しげな薬の運び屋をしている。
信六（）・ハヅキ・孝七（）
アサの弟妹たち。伊勢湾台風で生き残った3人。

## 作風
ライターの成馬零一によると、本作を壮大なストーリーを予感させると同時に『YAWARA!』のような親しみやすさがあり、アサを中心とした登場人物が魅力的に描かれている作品である。「現代史を題材に壮大なスケール」が描かれている『20世紀少年』や『BILLY BAT』と異なり、本作では「戦後という時代を独自の解釈」で描かれている。
本作には「過去の作品のオマージュやパロディを思わせる表現」が使用されている。例として、冒頭の「2020年の東京オリンピックに向けて建設中の新国立競技場に危機が迫るさま」が大友克洋の『AKIRA』、アサの格好がさくらももこの『ちびまる子ちゃん』、「冒頭シーンから市井の風景への切り替え」が映画『ALWAYS 続・三丁目の夕日』の1シーンなど。

## 評価
浦沢の大ファンと公言する映画監督のポン・ジュノは、本作の第1巻を読んですぐに感情の昂りをうかがわせながら、「この時代の最強のストーリーテラー、浦沢直樹に感謝の心を贈る」と賛辞を送り、熱烈なコメントを書いている。

## 制作背景

### 作品のテーマ
本作は浦沢が7年も温めてきた作品で、戦後から現代にかけて生きた、ひとりの女性をテーマとしている。浦沢は幼少のころから50年以上、ただひたすらに「面白い漫画」を生み出すために長編漫画を描き続けており、「本気で漫画を描くということがどういうことか、どのくらい奥深く果ての無いことなのか」という、その秘密の一端に触れるような漫画となっている。

### 構想
浦沢は東日本大震災のあった2011年ごろに、ぼんやりと本作の構想を抱き始めた。震災に大きな影響を受けたのだという。「暗い鬱屈した話ではなく、読む人に希望の光を与えたり、生きる力になれるような主人公を描きたい」と浦沢が考えたことにより、主人公は女性になった。浦沢によると「明るく爽快な男性主人公というのは、どこか嘘っぽさを感じてしまう」といい、浦沢の場合は「男の子を描くと暗い方向に行く傾向がある」と自覚しているからである。戦後を生きた女性の物語にしようと考えた段階で、まるで朝ドラのようだと考えた浦沢は、「僕なりの朝ドラを作ってみよう」と思い『あさドラ!』という人を食ったタイトルを名づけたのだという。
2021年11月の時点では、本作の展開は「まだ核心に入る前の序盤」である。

### 制作
担当編集者によると、浦沢は自分で描かないとイメージ通りにならないという理由により、アシスタントに任せずに自らでスクリーントーンを削り、流れるような雄大な空をカッター1本で創り上げたという。躍動感のある最適な構図を考えるうちに、頭の中でカメラを回しすぎたことにより、疑似飛行機酔いをしたことがある。
単行本第1巻に収録されているラストの3ページは、浦沢が年末年始に休まず、ひとりで描き上げている。
仕事としての効率性は一切無視し、割り切りや妥協は一切なく、どうしたら漫画が面白くなるかを考え続けた結果、浦沢は体調を崩したことがあるという。

## イベント
2022年2月18日から3月23日まで、高知県の高知まんがBASEにて本作の原画展を開催。

## 書誌情報
- 浦沢直樹『あさドラ!』小学館〈ビッグコミックス〉、既刊9巻（2024年11月28日現在）
  1. 2019年3月29日発売[2][15]、ISBN 978-4-09-860278-0
  2. 2019年9月30日発売[7]、ISBN 978-4-09-860433-3
  3. 2020年2月28日発売[18]、ISBN 978-4-09-860587-3
  4. 2020年8月28日発売[19]、ISBN 978-4-09-860738-9
  5. 2021年4月30日発売[14][20]、ISBN 978-4-09-861078-5
  6. 2021年12月28日発売[11][21]、ISBN 978-4-09-861231-4
  7. 2022年11月30日発売[22]、ISBN 978-4-09-861546-9
  8. 2023年12月27日発売[23]、ISBN 978-4-09-862669-4
  9. 2024年11月28日発売[24]、ISBN 978-4-09-863132-2